# Edict van Fontainebleau (1685)

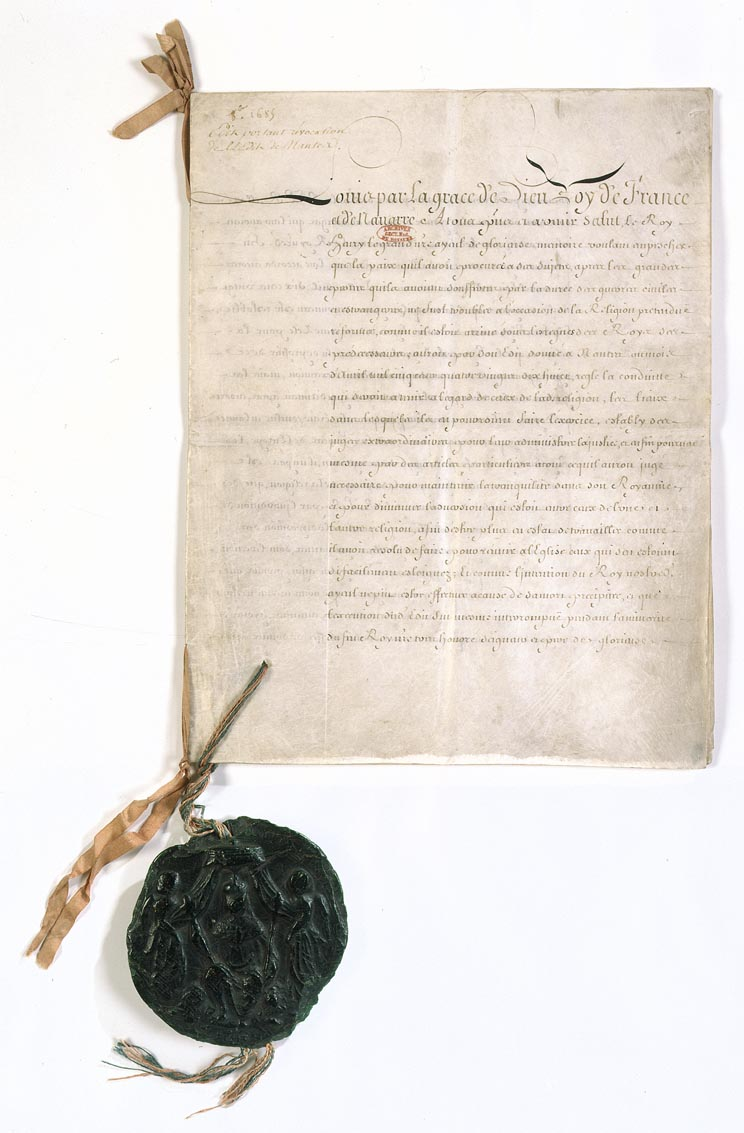
Edict van Fontainebleau

Het Edict van Fontainebleau werd op 18 oktober 1685 door Lodewijk XIV van Frankrijk uitgevaardigd. Het was een herroeping van het Edict van Nantes uit 1598, waarin de vrijheid van de hugenoten (Franse protestanten) was vergroot. Door het Edict van Fontainebleau werden de hugenoten deze rechten weer ontnomen.

## Dragonnades: druk op de hugenoten
De hugenoten waren gehaat in het strikt katholieke Frankrijk. De zeventiende-eeuwse maatschappij voerde tolerantie niet hoog in het vaandel. Bovendien maakten de hugenoten in sommige gebieden de elite uit, en keek het katholieke gewone volk met nijd naar hun succes. De haat tegen de hugenoten was in de aanloop naar het Edict van Fontainebleau toegenomen. In de jaren voorafgaand aan het Edict van Fontainebleau verloor koning Lodewijk XIV de controle over de religieuze tolerantie die zou moeten voortvloeien uit het Edict van Nantes. 

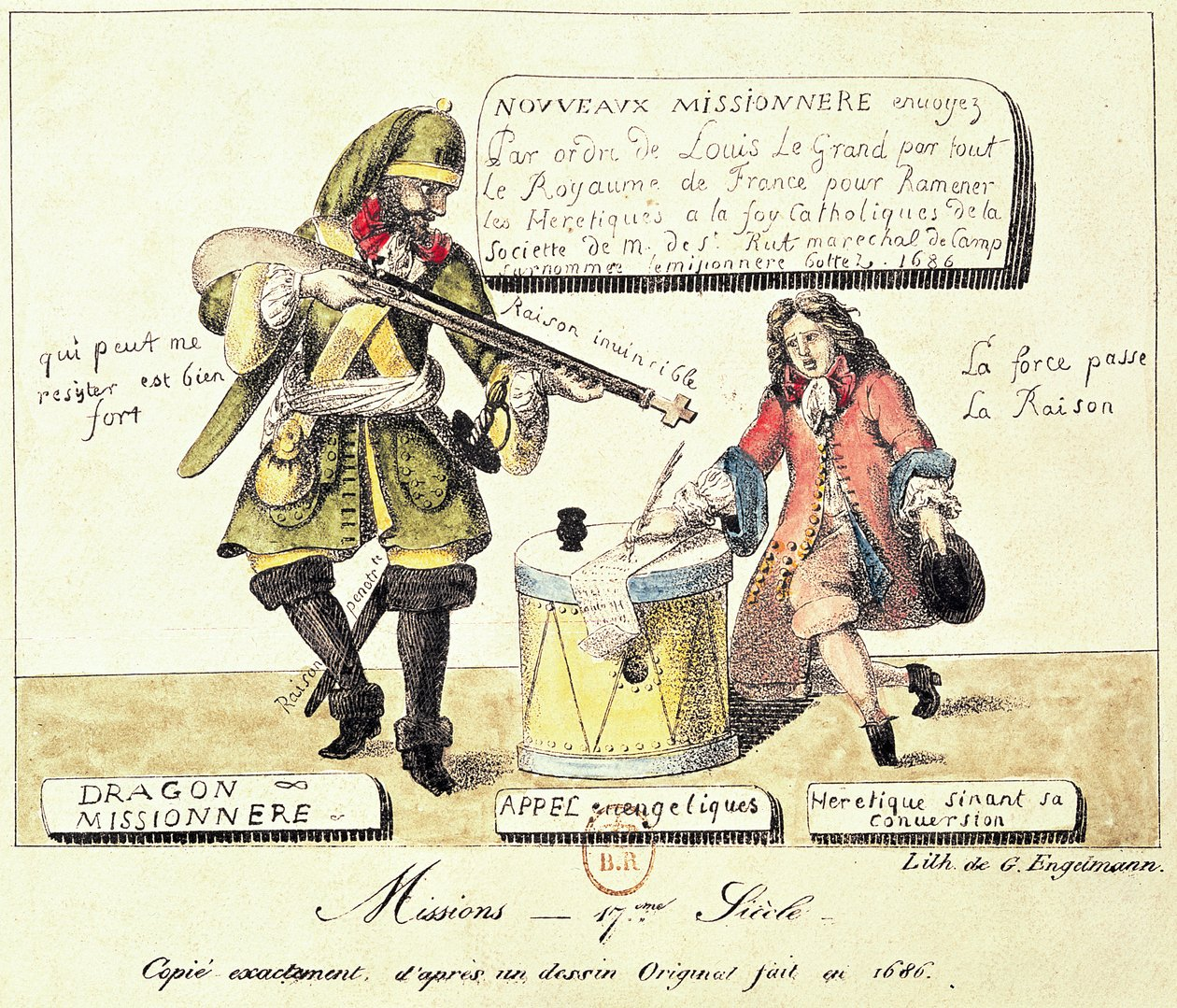
De dragonders als missionaris: Wie mij kan weerstaan is wel erg sterk.

Op initiatief van lokale militaire commandanten en intendanten werden de protestanten onder druk gezet om zich te bekeren (schriftelijk hun dwaling af te zweren). Er waren lokmiddelen, zoals belastingvrijstelling, maar steeds meer werd gegrepen naar dwang, de zogenaamde dragonnades, waarbij militairen in hugenootse huizen werden ondergebracht. De koning vernam de klachten over dwang, geweld en plunderingen, maar bleek machteloos. Noch hij, noch minister Louvois werden nog gehoorzaamd door de katholieke ijveraars. Zijn kanselier, Michel le Tellier, vader van Louvois, steunde de dragonnades.
De koning werd door het Hof afgeschermd van de werkelijkheid: men informeerde hem dat de hugenoten massaal bekeerd waren, en dat het nog een kwestie van weinigen was voor geheel Frankrijk zou bekeerd zijn. Men argumenteerde dat een dergelijke overwinning op de ketterij het prestige van de koning als Zeer Christelijke Vorst zou opschroeven, en de conflicten met paus Innocentius XI zou helpen oplossen - Frankrijk stond aan de rand van een schisma met Rome: het conflict over de Régale maakte dat reeds 30 bisdommen geen bisschop meer hadden; een ander conflict over de immuniteit van de Franse ambassade in Rome had geleid tot de excommunicatie van de ambassadeur; bovendien was de geheime steun van Lodewijk XIV aan de Turken in hun oorlog tegen de katholieke Habsburgse monarchie bekend. Ten slotte zou het officiële afschaffen van de tolerantie een einde maken aan de ongehoorzaamheid van de lokale commandanten.

## Het edict van Fontainebleau

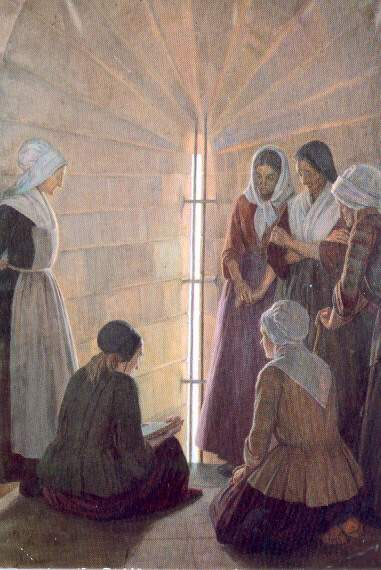
Les prisonnières lisant la Bible à la tour de Constance, schilderij van Jeanne Lombard

De koning gaf uiteindelijk toe aan de druk. Populaire geschiedschrijving (gebaseerd op kwatongen Saint-Simon en Madame) weet het intrekken van het edict van Nantes aan de toenemende vroomheid van de koning, het aandringen van Lodewijks vrouw Madame de Maintenon en hun biechtvader François d'Aix de La Chaise. Recente geschiedschrijvers zien de belangrijke rol van Michel le Tellier, de spontane voorbereidende onderdrukking door de subalterne niveaus en de vrijwel unanieme overtuiging van het Hof (inclusief het misleiden van de koning), de Kerk en het Volk dat de hugenootse ketterij moest uitgeroeid worden. Het edict leidde tot uitbarstingen van volksvreugde, tot een steunbetoging in Versailles toe.
Een paar artikelen van het Edict:
- artikel 1 schaft het Edict van Nantes af en beveelt de afbraak van de protestantse kerken;
- artikel 3 verbiedt de protestantse cultus en verbiedt de scholen voor protestantse kinderen;
- artikels 4 en 5 geven de protestantse predikanten de keuze tussen bekering en verbanning;
- artikel 10 verbiedt de nog niet bekeerden het koninkrijk te verlaten, op straffe van de galeien voor de mannen en opsluiting in het klooster voor de vrouwen;
- artikel 12 staat de protestanten toe in het koninkrijk te blijven, hun activiteiten te blijven uitoefenen en hun bezittingen uit te baten. Dit in afwachting dat God hen verlicht. Het is hen evenwel verboden de godsdienst te belijden in het openbaar, samen te komen voor gebed of kerkdiensten of onder welk voorwendsel dan ook, op straffe van arrestatie en confiscatie van hun goederen.

## Gevolgen
Hierna vluchtten naar sommige schattingen tussen 210.000 en 900.000 protestanten naar onder andere de Nederlanden, Duitsland, Italië en koninkrijk Engeland. Sommige vorsten nodigden hugenoten uit om naar hun land te komen, zoals Frederik Willem I van Brandenburg deed met het Edict van Potsdam. Lodewijk XIV zelf schatte dat op 17 januari 1686 slechts 1000 tot 1500 hugenoten in Frankrijk waren achtergebleven. In werkelijkheid beleefden veel van de achtergebleven protestanten hun geloof ondergronds en een deel bekeerde zich enkel voor de schijn. Het protestants verzet was grotendeels pacifistisch, maar in de Cevennen kwam het wel tot een gewapende opstand, de Oorlog van de Camisards.
Men beweert dat de vlucht van de hugenoten een economische catastrofe veroorzaakte. In feite kwam de vlucht van kapitaal, economische netwerken, handelaars, kennis en ambachtslieden bovenop een reeds bestaande economische crisis en hongersnood.
De gevolgen op internationaal en diplomatiek vlak waren veel erger. Van de beoogde voordelen – het herwinnen van de morele autoriteit in de Kerk en de goede vrede met Innocentius XI – kwam niets. Het prestige van Lodewijk XIV in Europa werd ernstig beschadigd. Terwijl men de koning in Frankrijk bejubelde als nieuwe Karel de Grote en nieuwe Theodosius, werd hij in buitenlandse pamfletten de Antichrist genoemd. De Oostenrijkse keizer, keizer Leopold I, kon de Duitse vorstendommen makkelijk voorhouden dat Lodewijk XIV een bedreiging vormde en verschillende protestante Duitse bondgenoten van Frankrijk verkoelden hun relatie met de koning. Ook de relaties met Engeland verslechterden: de katholieke Engelse koning Jacobus II moest afstand nemen van zijn Franse collega.
Het Edict van Fontainebleau wordt vergeleken met het Verdrijvingsedict uit 1492 van het katholieke koningspaar, Ferdinand II van Aragon en Isabella I van Castilië die de Sefardische Joden verdreven uit Spanje.

## Duur van het Edict
Lodewijk XV deed later toenaderingspogingen tot de overgebleven hugenoten, maar het duurde tot de regering van Lodewijk XVI vooraleer een Franse koning zijn populariteit op het spel durfde te zetten door godsdienstvrijheid te proclameren. Lodewijk XVI's Edict van Versailles of Tolerantie-edict uit 1787 kondigde godsdienstvrijheid af maar behield de positie van de katholieke kerk als staatsgodsdienst. De periode tussen beide edicten wordt door Franse protestanten le désert ("de woestijn") genoemd.